# Дзетти
Армели́но Донидзе́тти Куалья́то (итал. и порт. Armelino Donizetti Quagliato; 10 января 1965 года, Порту-Фелис, Бразилия) — бразильский футболист, вратарь. Чемпион мира 1994. Большую часть карьеры с 1990 по 1996 год провёл в «Сан-Паулу» и сыграл за клуб 153 матча. Является одним из самых титулованных вратарей «трёхцветных», выиграв с клубом 7 титулов. Также с «Сантосом» выиграл турнир Рио-Сан-Паулу в 1997 году. После завершения игровой карьеры работал тренером в бразильских клубах. Последний клуб, которым он руководил была «Парана».
В десятилетнем возрасте Дзетти с семьей переехал в Капивари, сначала занимался волейболом, но потом, последовав примеру брата, переключился на футбол. Занимался в школе клуба «Капивариано», с 1980 года — в «Гуарани» из Кампинаса.
Работает комментатором на радио и на телеканале SporTV, ранее — в программе Bola no Rede на телеканале RedeTV!. В 2008 году открыл академию вратарей Fechando o Gol при клубе «Банеспа». В 2013 году вместе с журналистом Андре Плиалом выпустил книгу 1993 – Somos Bicampeões do Mundo.

## Достижения
- Лига Паулиста: 1991, 1992
- Чемпион Бразилии: 1991
- Победитель Кубка Либертадорес: 1992, 1993
- Победитель Межконтинентального кубка: 1992, 1993
- Победитель Рекопы Южной Америки: 1993
- Обладатель Суперкубка Либертадорес: 1993
- Победитель турнира Рио-Сан-Паулу: 1997
- Чемпион мира: 1994

## Личная жизнь
Дзетти родился в семье Антонио Куальято и Маноэлы Донидзетти, у него двое братьев (Ариовалдо и Лусилена), трое детей (Педро, Джулия и Лаура). Предки отца были родом из Кавардзере, матери — из Брешиа.

## Интересные факты
- Отразил пенальти от Фернандо Гамбоа в финале Кубка Либертадорес 1992.
- В Лиге Паулиста 1987 не пропускал голов на протяжении 1238 минут.